# Racket Busters
Racket Busters è un film del 1938 diretto da Lloyd Bacon e interpretato da Humphrey Bogart.